# Pyrenaearia parva
Petit hélice des Pyrénées
Espèce
Statut de conservation UICN

 VU D2 : Vulnérable
Pyrenaearia parva, le Petit hélice des Pyrénées, est une espèce d'escargots terrestres de la  famille des Hygromiidae. C'est une espèce endémique des Pyrénées, qui n'est connue qu'en Andorre et dans le nord-ouest de la Catalogne en Espagne,. En raison de cet habitat réduit et fragmenté, l'espèce est considérée comme vulnérable par l'Union internationale pour la conservation de la nature.
Synonyme : Pyrenaearia carascalensis var. parva (Adolfo Ortiz de Zárate López, 1956)

## Classification et description

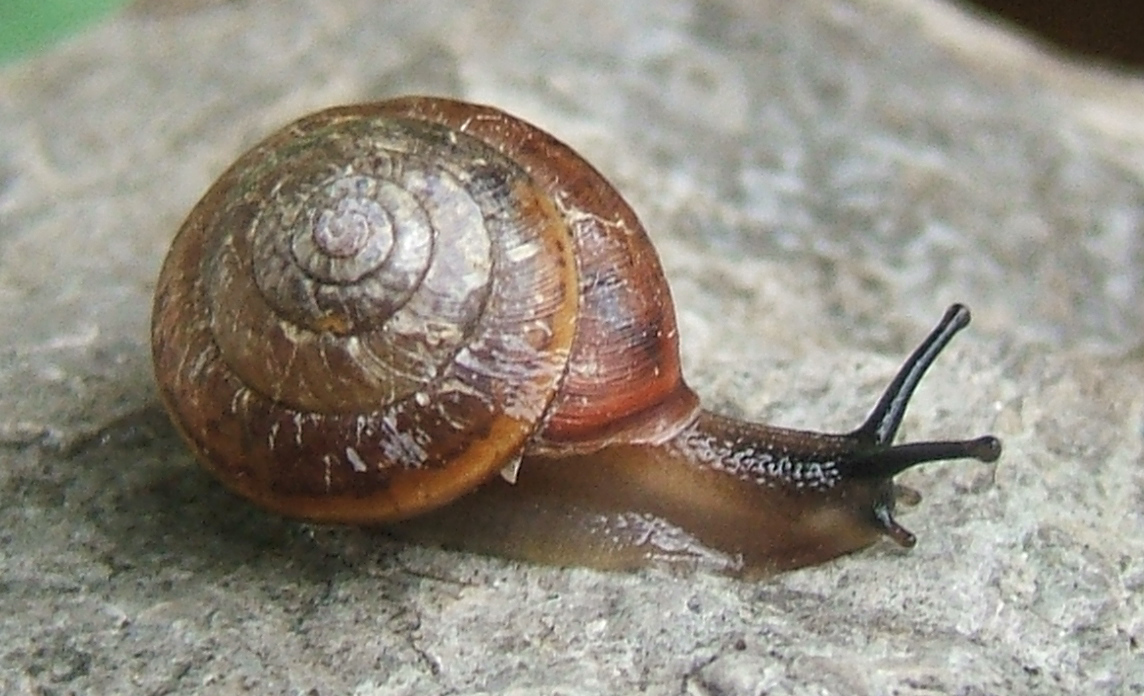
Exemple d'Hygromiidae.

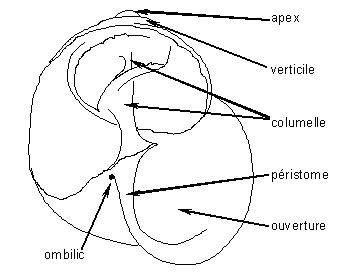
Coupe montrant l'intérieur d'une coquille de gastéropode : la columelle, axe le long duquel est enroulée la coquille à géométrie hélicoïdale, communique avec l'extérieur par un trou nommé ombilic. Le pourtour de l'ouverture, dit lèvre ou péristome, s'épaissit au fil de la croissance, pour finir par former un véritable bourrelet chez l'adulte.

En taxonomie, Pyrenaearia parva est classé par les taxons suivants, regroupant les organismes possédant en commun certains caractères (morphologiques, anatomiques, génétiques, évolutionnistes, etc), du plus général au plus précis (l'espèce) : 
- Bilateria : être pluricellulaire de type animal possédant des muscles, un système nerveux, un système circulatoire avec cœur, des organes sexuels, des yeux, une bouche, un système digestif et un anus. La symétrie du corps est bilatérale avec un axe central, un côté gauche et un côté droit.
- Mollusca : le corps est non segmenté et mou; il se compose d'une tête, d'une masse viscérale et d'un pied. La masse viscérale est recouverte par un manteau qui peut sécréter une coquille calcaire (peut éventuellement être perdue au cours de l'évolution comme chez les limaces).
- Gastropoda : la masse viscérale peut se torsader, la tête et le pied sont bien distincts l'un de l'autre. La bouche comporte une radula (sorte de langue râpeuse munie de dents), le pied est aplati en un large muscle ventral, qui secrète un mucus.
- Heterobranchia : en forme de limace ou d'escargot (quel que soit le mode de vie : en eau salée, eau douce, ou terrestre).
- Pulmonata et Eupulmonata : ne possède plus de branchies mais une cavité palléale, organe équivalent au poumon.
- Stylommatophora : mode de vie exclusivement terrestre, et non plus éventuellement aquatique.
- Sigmurethra : présence d'une longue glande muqueuse et de dards d'amour, ainsi que de quatre tentacules rétractiles (deux vers le haut avec les yeux, et deux vers le bas servant d'organe olfactif et tactile).
- Helicoidea : possède une coquille externe de forme hélicoïdale. Représente la plus grande partie des escargots terrestres.
- Hygromiidae : taille moyenne (>1 cm) ou petite (<1 cm). Habite les zones humides ou ne sort que pendant les périodes humides; reste à l'état léthargique dans la coquille pendant les périodes sèches, qu'elles soient chaudes (estivation) ou froides (hibernation).
- Pyrenaearia : coquille de couleur blanche à brun foncé; adapté aux zones humides et froides de montagnes à roches calcaires. Le genre regroupe des espèces endémiques des Pyrénées ou du nord de l'Espagne, de la cordillère Cantabrique à la Catalogne.
- Pyrenaearia parva : escargot de petite taille avec 3,8 à 4,5 mm de hauteur pour 7,5 à 9 mm de longueur[5].

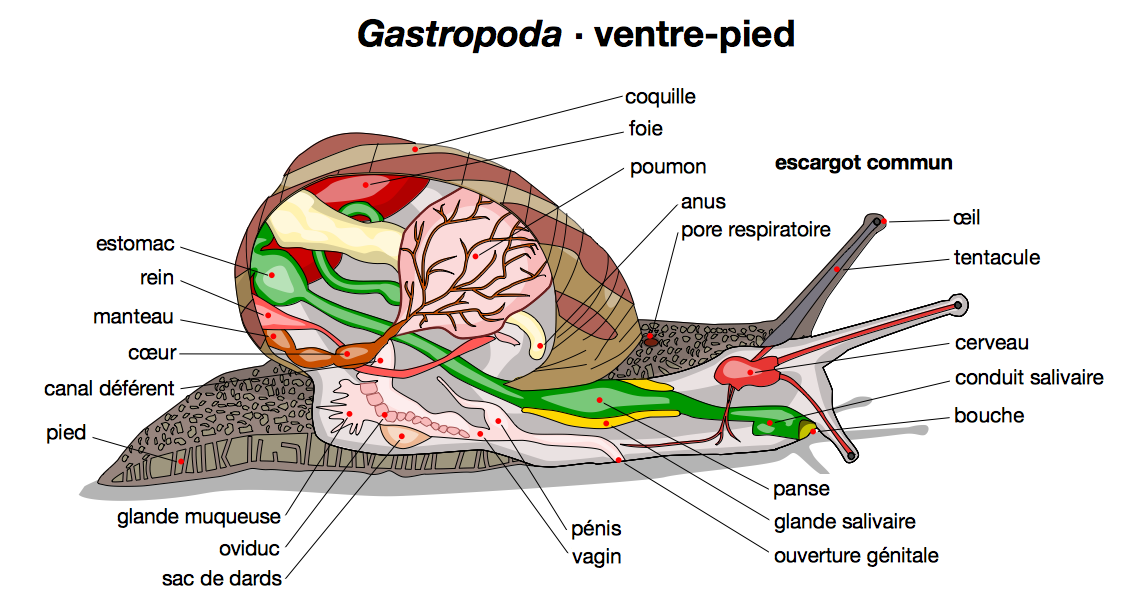
Anatomie d'un escargot terrestre.

La coquille est de couleur blanche à marron clair avec les deux premières verticilles brunes (enroulements ou tours de 360° à partir du sommet, voir schéma de la coquille). Au total, la coquille compte 4,5 à 5 verticilles composées de nombreuses bandes ou anneaux de croissance, brunâtres et finement côtelés sur la face supérieure, blanchâtres et lisses sur la face inférieure. L'ouverture est simple, circulaire, avec une lèvre peu épaisse; l'ombilic (trou axial, voir schéma de la coquille) est étroit et profond.
Le corps de l'animal est de couleur noire. La radula présente 106 à 112 rangées de dents, avec pour chaque rangée de dent, une dent centrale et 26 à 28 dents latérales de chaque côté. La maxille (mâchoire) est de 1,77 mm de long pour 0,45 mm de large, de forme peu convexe et de couleur brun jaunâtre. Un seul dard d'amour de base assez large, avec 0,76 mm de long pour 0,21 mm de large à sa base.

## Répartition et habitat

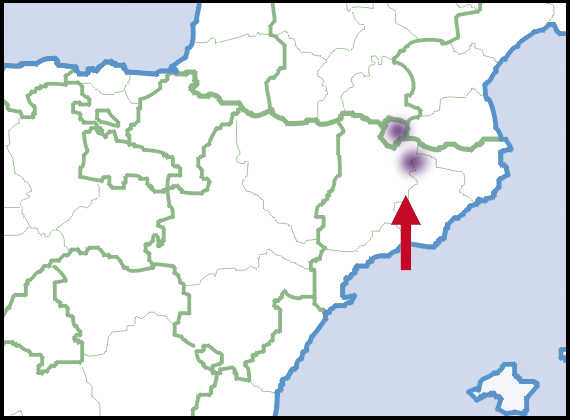
Répartition de Pyrenaearia parva : en violet foncé sont indiquées les zones où l'espèce a été clairement identifiée, Andorre et ouest du Parc naturel de Cadí-Moixeró, en violet claire les zones d'une présence éventuelle ou rare.

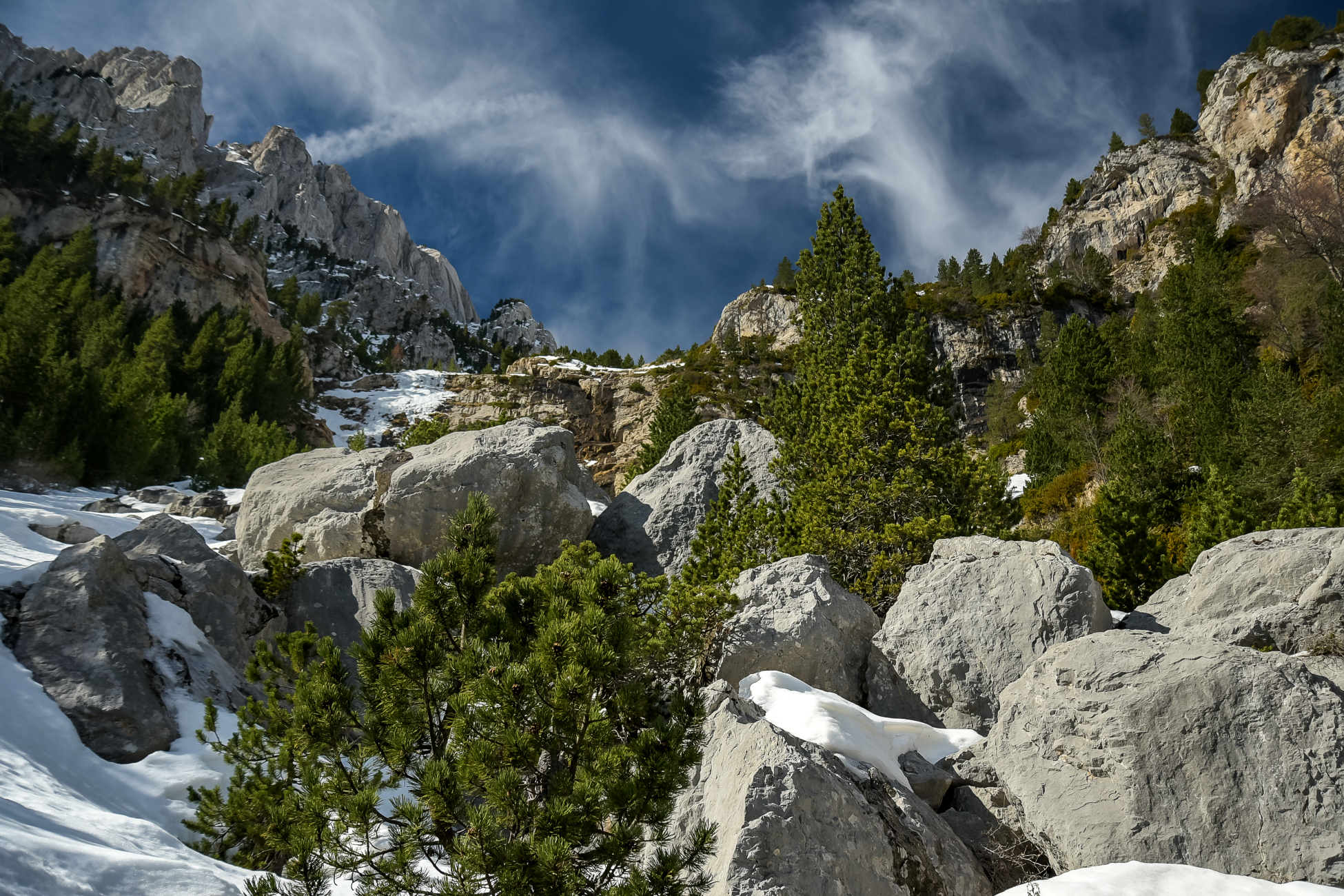
Étage subalpin du Pedraforca avec, au premier plan, des pins à crochets (Pinus uncinata) au milieu des éboulis.

Le genre Pyrenaearia est adapté au climat montagnard, humide et froid, ainsi qu'à l'altitude dans les Pyrénées et la Cordillère Cantabrique. Les juvéniles peuvent avoir des poils pour capturer l'humidité ambiante. L'espèce, elle, est endémique de l'est des Pyrénées, où elle a été reconnue dans deux zones distantes d'environ 40 km : le nord de l'Andorre,, et la zone des massifs du Pedraforca, et du Cadí (au Pic de Comabona à 2 548 m d'altitude et au Coll de Tanca la Porta),, dans le nord-ouest de la Catalogne en Espagne. Cette dernière zone d'occupation est très restreinte avec moins de 20 km2. La densité de population n'est pas très élevée : il faut plusieurs heures d'observation pour compter quelques dizaines de spécimens vivants, et les coquilles vides d'individus morts sont difficiles à trouver.
Le type d'habitat se trouve à une altitude de plus de 2 000 m, ce qui pour la végétation des Pyrénées correspond aux étages subalpin et alpin, composés d'espaces ouverts fait de pins à crochet et de prairies rocailleuses. L'espèce vit ainsi sur des pentes rocheuses calcaires avec une végétation chasmophyte (qui pousse dans les fissures entre les rochers). Les individus peuvent vivre directement sur les parois rocheuses et ses anfractuosités calcaires, ou sous les pierres disposées sur le sol argileux, ou encore dans la végétation à proximité. Ils restent inactifs pendant la saison sèche (estivation), montrant une activité les jours de pluie. En hiver, ils se protègent du gel en restant à l'état léthargique sous la neige saisonnière.

## Évolution
Parmi toutes les espèces du genre Pyrenaearia, l'espèce Pyrenaearia parva constitue un clade phylogénétique bien distinct parmi quatre lignées identifiées comme basales au genre : Pyrenaearia carascalopsis, Pyrenaearia parva, Pyrenaearia carascalensis, et Pyrenaearia cantabrica. Ces quatre lignées, toutes issues d'une population ancestrale commune, sont la marque d'une spéciation enclenchée depuis la période du Pléistocène ou du Pliocène (il y a 5 Ma maximum), pendant les cycles de refroidissement et de réchauffement climatiques. En montagne, l'alternance de périodes glaciaires avec zones refuges isolées au microclimat plus clément, entrecoupés de périodes interglaciaires plus chaudes où des individus colonisent des milieux d'altitude plus élevée, enclenche un processus de spéciation allopatrique : des populations initialement interfécondes évoluent en espèces distinctes car elles sont isolées géographiquement.

## Protection

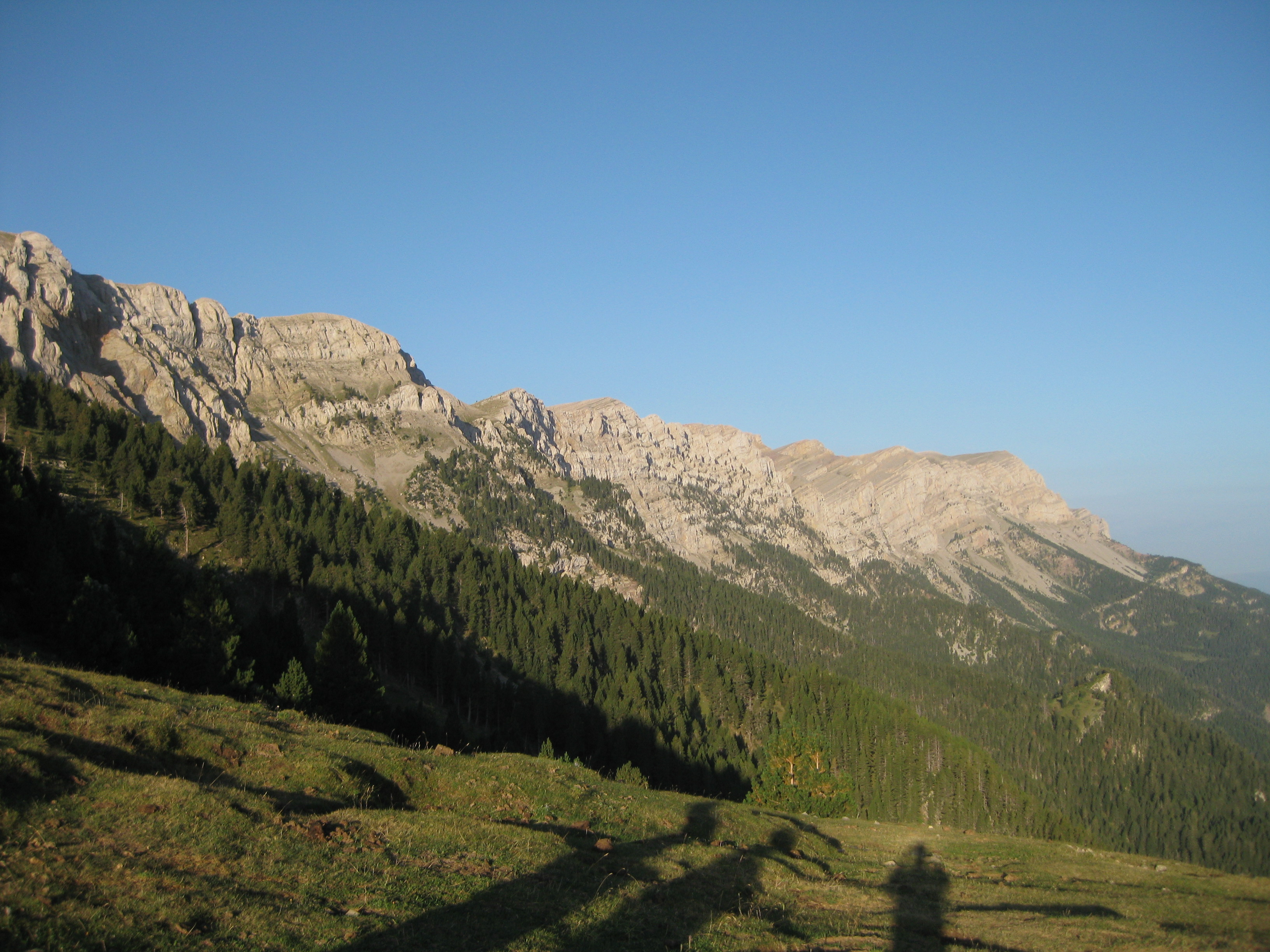
Serra del Cadí dans le parc naturel de Cadí-Moixeró, vue des zones rocheuses calcaires en altitude avec, sur les flancs, une végétation ouverte poussant dans les éboulis, habitat typique de l'espèce.

Pyrenaearia parva est placé sur la liste rouge de l'UICN (Union internationale pour la conservation de la nature) avec le statut d'espèce vulnérable de type D2, défini comme suit :
- "D" pour une population très petite ou limitée,
- "2" pour une population dont la zone d’occupation est très réduite, en règle générale moins de 20 km2 ou alors le nombre de localités est inférieur à six, à tel point que la population est exposée aux impacts d’activités anthropiques ou d’événements environnementaux sur une très brève période de temps et dans un avenir imprévisible. Par conséquent, elle pourrait devenir en danger critique d’extinction ou même éteinte en un laps de temps très court.

Tous les endroits où vit l’espèce sont des parcs naturels ou réserves naturelles. En Catalogne, la zone où l'espèce est présente fait partie du parc naturel de Cadí-Moixeró, qui englobe les massifs de Cadí et Pedraforca, et dont le statut de protection interdit toute activité humaine dommageable à son habitat. De plus, l'espèce figure sur la liste des espèces fauniques strictement protégées de Catalogne, via le décret 328/1992. 
Aucun déclin de la population ou de l'aire de répartition n'est pour l'instant observé. Toutefois, le changement climatique, ainsi que le déplacement et l'altération de l'habitat qui en résulterait, constituent une menace potentielle pour l'avenir de l'espèce.